# لحسن موساوي
لحسن موساوي سياسي جزائري، شغل منصب وزيرمنتدب لدى وزير الشؤون الخارجية مكلف بالتعاون والشؤون المغاربية بحكومة حمداني.